# 考特妮·萨罗
考特妮·萨罗（英語：Courtney Sarault，2000年4月24日—），加拿大女子短道速滑运动员，2019年世界短道速滑锦标赛女子3000米接力铜牌得主、2021年世界短道速滑锦标赛女子1500米银牌得主和女子1000米铜牌得主、2022年世界短道速滑锦标赛女子3000米接力银牌得主、2023年世界短道速滑锦标赛女子1000米和女子3000米接力铜牌得主、2024年世界短道速滑锦标赛女子3000米接力铜牌得主。